# Günter Wetzel (Politiker)

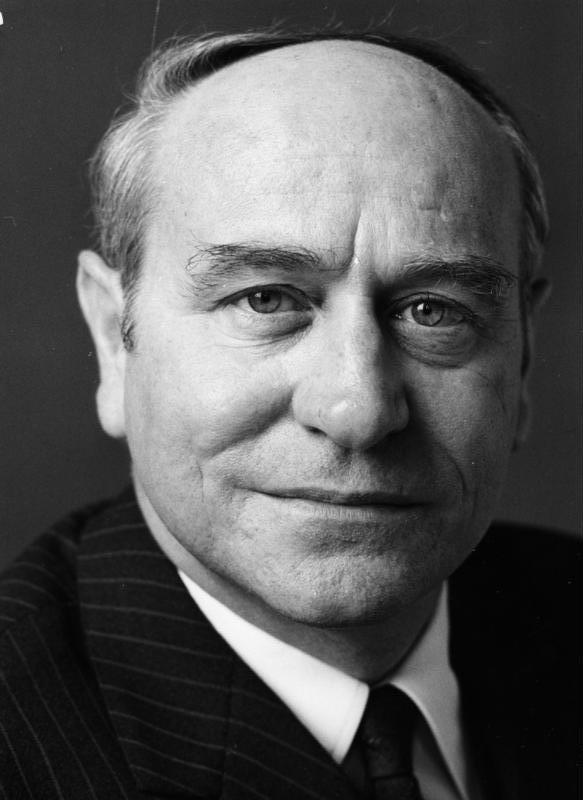
Günter Wetzel (1969).

Günter Wetzel (* 27. Juni 1922 in Kassel; † 26. November 2018 in Darmstadt) war ein deutscher Politiker (SPD, später CDU).

## Persönliches
Wetzel war der Sohn des Kaufmanns Karl Wetzel (1889–1976) und von Magdalene Wetzel, geb. Vogelrohr (1888–1964).
1941 machte er sein Abitur am Wilhelmsgymnasium Kassel. Anschließend absolvierte er bis 1945 den Kriegsdienst, später Wehrübungen in der Bundeswehr. Dort stieg er bis zum Oberst d. R. auf.

## Beruflicher Werdegang
Nach seiner Entlassung aus der Kriegsgefangenschaft studierte er ab 1945 Rechtswissenschaften an der Georg-August-Universität Göttingen. Die erste juristische Staatsprüfung legte er 1949, die zweite juristische Staatsprüfung 1953 ab, 1950 wurde er in Göttingen zum Dr. jur. promoviert.
Von 1953 bis 1955 arbeitete Wetzel als Assessor und Regierungsrat am Regierungspräsidium Kassel und war anschließend von 1955 bis 1960 Polizeipräsident der Stadt Kassel. Nachdem er von 1960 bis 1962 Vizepräsident des Regierungsbezirks Darmstadt gewesen war, stand er diesem anschließend bis 1966 als Präsident vor. Wetzel war vom 19. Januar 1967 bis 1968 Staatssekretär im Innenministerium des Landes Hessen, dann bis 1971 Staatssekretär im Bundesministerium für Gesamtdeutsche Fragen, später Bundesministerium für innerdeutsche Beziehungen, 1971 bis 1972 war er Staatssekretär im Bundesministerium der Verteidigung.
Er wurde zum 30. Juni 1972 wegen seiner scharfen Kritik an der neuen Ostpolitik als politischer Beamter in den einstweiligen Ruhestand versetzt. Daraufhin trat er aus der SPD aus und im Juli 1972 in die CDU ein.
In den Jahren 1973 bis 1977 war er als Rechtsanwalt tätig. Vom 3. Juli 1978 bis zum 12. April 1983 war er Staatssekretär im Justizministerium des Landes Schleswig-Holstein. Von 1984 bis 2005 war er als Rechtsanwalt am Oberlandesgericht Frankfurt am Main zugelassen.
Für die Volkskammer der DDR war er vom 1. April bis 3. Oktober 1990 als Berater tätig.
Er gehörte seit 1980 dem Kuratorium der Internationalen Gesellschaft für Menschenrechte an.

## Ehrungen
- 1982: Verdienstkreuz 1. Klasse der Bundesrepublik Deutschland
- 2000: Verdienstorden des Landes Rheinland-Pfalz